# Microligea palustris
Mariquita-de-cauda-verde ou quatro-olhos-de-rabo-verde (Microligea palustris) é uma espécie de ave da família Parulidae. É a única espécie do género Microligea.
Pode ser encontrada nos seguintes países: República Dominicana e Haiti.
Os seus habitats naturais são: florestas secas tropicais ou subtropicais, regiões subtropicais ou tropicais húmidas de alta altitude e florestas secundárias altamente degradadas.